# Радоињско језеро
Радоињско језеро је треће по реду вештачко, акумулационо језеро, низводно на реци Увац, после Увачког и Златарског језера.
То је водом испуњен кањон који меандрира између уских стрмих кречњачких обала. Настало је преграђивањем Увца на 42,8 km од ушћа у реку Лим. Брана Радоињског језера је висока 40 m, дуга 150 m и налази се на 810 мнв. Дужина језера је 11 km, површине 0,55 , максималне дубине воде 30m и ширине до 500m. Обалска линије језера дуга је 22 km. Вода из Радоињског језера спроводи се тунелом, дугим 8.029 m, и кроз две цеви дугачке 1.234 m, са падом од 377 m, доводи до турбина ХЕ Бистрица, а одатле отиче у Лим. Тиме је промењен природни ток реке Увац. Вода, после тога долази до ХЕ Потпећ. Језеро се користи и као извор пијаће воде за општину Прибој
На језеру постоје услови за развој излетничког и стационарног туризма, које укључује купање, сунчање, пецање и шетњу.